# Campionati italiani assoluti di scherma del 1994
I Campionati italiani assoluti di scherma del 1994 sono stati organizzati dalla Federazione Italiana Scherma.
Nel fioretto, si sono aggiudicati i titoli dei campionati italiani Alessandro Puccini, che ottiene il suo terzo titolo consecutivo, e Valentina Vezzali, per la seconda volta campionessa di specialità dopo essersi aggiudicata l'edizione del 1992.
Nella spada Sandro Resegotti ha vinto il suo secondo titolo tra gli uomini dopo quello del 1983, mentre tra le donne c'è stato il successo di Elisa Uga, alla quinta affermazione.
Nella sciabola Luigi Tarantino ha vinto il suo primo titolo nazionale maschile.
Nei campionati italiani a squadre maschili il Gruppo Sportivo Fiamme Oro ha trionfato sia nel fioretto che nella sciabola, mentre il Centro Sportivo Carabinieri ha vinto nella spada.
Nei campionati italiani a squadre femminili il Club Scherma Jesi ha vinto il suo terzo titolo nel fioretto, mentre la Scherma Pro Vercelli ha vinto il suo terzo titolo consecutivo nella spada.

## Podi

### Uomini
| Specialità  | Oro                          | Argento | Bronzo            |
| Individuali |                              |         |                   |
| Fioretto    | Alessandro Puccini           | -       | - Francesco Rossi |
| Spada       | Sandro Resegotti             | -       | -                 |
| Sciabola    | Luigi Tarantino              | -       | -                 |
| A squadre   |                              |         |                   |
| Fioretto    | Fiamme Oro Francesco Rossi - | -       | -                 |
| Spada       | Carabinieri -                | -       | -                 |
| Sciabola    | Fiamme Oro -                 | -       | -                 |

### Donne
| Specialità  | Oro                                   | Argento | Bronzo |
| Individuali |                                       |         |        |
| Fioretto    | Valentina Vezzali                     | -       | -      |
| Spada       | Elisa Uga                             | -       | -      |
| A squadre   |                                       |         |        |
| Fioretto    | Club Scherma Jesi Valentina Vezzali - | -       | -      |
| Spada       | Scherma Pro Vercelli Elisa Uga -      | -       | -      |